# Пик (лунный кратер)
Кратер Пик (лат. Peek) — небольшой ударный кратер в северной части Моря Смита на видимой стороне Луны. Название присвоено в честь английского астронома Бертрана Пика (1891—1965) и утверждено Международным астрономическим союзом в 1973 г.

## Описание кратера

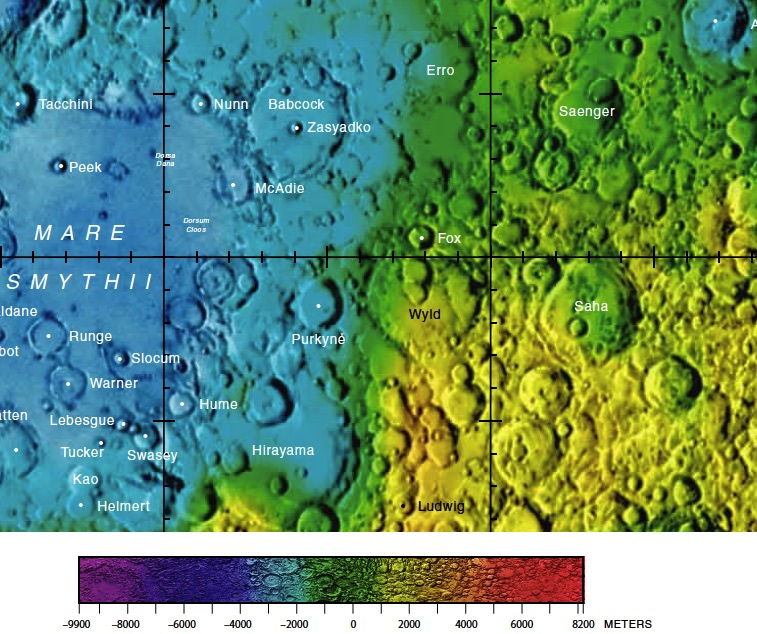
Окрестности кратера Пик. Фрагмент карты обратной стороны Луны.

Ближайшими соседями кратера являются кратер Шуберт на западе; кратер Такини на севере-северо-западе; кратер Нунн на севере-северо-востоке; кратер Мак-Эди на востоке; кратер Рунге на юге; кратер Тальбот на юге-юго-западе и кратер Холдейн на юго-западе. На востоке от кратера в Море Смита расположены гряды Дана; на юго-востоке — гряда Клооса. Селенографические координаты центра кратера 2°46′ с. ш. 86°58′ в. д. / 2,76° с. ш. 86,96° в. д., диаметр 12,6 км, глубина 2,0 км.
Кратер Пик имеет циркулярную чашеобразную форму с небольшим участком плоского дна и практически не разрушен. Вал с четко очерченной острой кромкой и гладким внутренним склоном с высоким альбедо и радиальными полосами. Высота вала над окружающей местностью достигает 450 м, объём кратера составляет приблизительно 70 км³. В южной части чаши расположен невысокий округлый холм. По морфологическим признакам кратер относится к типу BIO (по названию типичного представителя этого класса — кратера Био). Местность вокруг кратера имеет несколько складок.
Базальтовые породы бассейна Моря Смита являются одними из самых молодых на поверхности Луны, их возраст оценивается в 1 — 2 миллиарда лет, а кратер Пик позволяет получить образцы данных пород с различных глубин. В связи с этим окрестности кратера Пик определены как одна из приоритетных целей для будущих исследований.

## Сателлитные кратеры
Отсутствуют.